# 外菲尔格拉滕
外菲尔格拉滕是奥地利蒂罗尔州利恩茨县的一个市镇。总面积79.1平方公里，总人口862人，人口密度10.9人/平方公里（2005年）。